# Mineros de Fresnillo FC
Los Mineros de Fresnillo Fútbol Club , juega en la Serie A de la Segunda División de México, situado en la ciudad de Fresnillo, Zacatecas, México. El equipo disputa sus juegos como local en la Unidad Deportiva Minera Fresnillo.

## Historia
En 2013 el equipo comenzó a participar en la Segunda División de México, en ese año debutó en el Apertura 2013 acabaron en la posición 26°. Para el Clausura 2014 acaban en la 28ª posición.
El equipo mejoró significativamente para el Torneo Apertura 2014, ya que terminó como el 4° clasificado del Grupo 2 de la Liga de Nuevos Talentos y 8.º lugar General de la Segunda División. 
Llegó hasta la final disputándola contra la Selva Cañera. En la ida goleó 5-0 y en la vuelta ganó 2-0 coronándose campeón de la Liga de Nuevos Talentos.
Para el Apertura 2016 el equipo debutó en la Liga Premier de Ascenso, terminando ese torneo en la posición 13° de su grupo y la 40° en la tabla general, para el siguiente torneo el equipo logró la segunda posición de su grupo y la quinta general, consiguiendo su pase a la liguilla, sin embargo, cayeron eliminados en cuartos de final por Pioneros de Cancún.
Para el Apertura 2017 la Segunda División fue modificada, por lo que Mineros de Fresnillo pasó a militar en la Serie B, anteriormente conocida como Liga de Nuevos Talentos. En la temporada 2018-2019 el club avanzó a la liguilla, en donde volvió a ser eliminado en cuartos de final, en esta ocasión por Cañoneros Marina.
En 2019 el equipo regresó a la Serie A, anteriormente llamada Liga Premier de Ascenso, categoría en la que se mantiene desde entonces.
En 2021 Mineros de Fresnillo tuvo problemas en su continuidad debido a que la Minera Fresnillo retiró el financiamiento al club por problemas económicos, posteriormente el club Mineros de Zacatecas se convirtió en el administrador del equipo de Fresnillo, por lo que este pasó a convertirse en una filial del club de la capital de Zacatecas, aunque manteniendo su propia identidad.

## Estadio
El estadio de la Unidad Deportiva Minera Fresnillo está ubicado en la ciudad de Fresnillo en el estado de Zacatecas, y pertenece a la empresa de minerales de la ciudad de Fresnillo. Tiene una pequeña capacidad para 8,500 espectadores y en ella juegan los equipos de la empresa, los Mineros de segunda y tercera división.

## Datos del club
- Temporadas en 2.da División LNT: 2
- Mejor puesto en la liga serie B: 4.º General (Liga 2019)
- Mejor puesto en la liguilla: Campeón (Apertura 2014)
- Peor puesto en la liga: 28.° General,(Clausura 2014)

## Jugadores

### Altas y bajas 2019/2020
| Jugador          | Posición  | Destino              | Tipo      | Cobro |
| ---------------- | --------- | -------------------- | --------- | ----- |
| Illian Hernández | Delantero | Mineros de Zacatecas | Traspaso. |       |

## Entrenadores
- Rubén Hernández (2013-2018)
- Juan Carlos Pro (2018-2019)
- Joaquín Espinoza (2019-2021)
- Esteban Vega (2021)
- Joaquín Moreno (2022)
- Luis Ángel Muñoz (2022-presente)

## Palmarés
| Competición nacional  | Títulos       | Subcampeonatos |
| --------------------- | ------------- | -------------- |
| Segunda Serie B (1/0) | Apertura 2014 |                |
| Ascenso Serie B (1/0) | 2014/2015     |                |

## Temporadas
| Temporada     | División          | Posición                            |
| ------------- | ----------------- | ----------------------------------- |
| 2013          | Franquicia        | U.A.Z.                              |
| Apertura 2013 | 4.Segunda LNT     | 13.º Grupo II                       |
| Clausura 2014 | 4.Segunda LNT     | 14.º Grupo II                       |
| Apertura 2014 | 4.Segunda LNT     | (Campeón)                           |
| Clausura 2015 | 4.Segunda LNT     | 8.º Grupo II                        |
| Apertura 2015 | 4.Segunda LNT     | 4.º Grupo I                         |
| Clausura 2016 | 4.Segunda LNT     | 5.º Grupo I                         |
| Apertura 2016 | 3.Segunda LPA     | 13.º Grupo I                        |
| Clausura 2017 | 3.Segunda LPA     | 2.º(Cuartos)                        |
| Apertura 2017 | 4.Segunda Serie B | 11.º Grupo I                        |
| Clausura 2018 | 4.Segunda Serie B | 13.º Grupo I                        |
| 2018/2019     | 4.Segunda Serie B | 4.º (Cuartos)                       |
| 2019/2020     | 3.Segunda Serie A | 14.º Grupo I                        |
| 2020/2021     | 3.Segunda Serie A | 5.º Grupo I                         |
| Apertura 2021 | 3.Segunda Serie A | 14.º Grupo I                        |
| Clausura 2022 | 3.Segunda Serie A | 12.º Grupo I                        |
| Apertura 2022 | 3.Segunda Serie A | 9.º Grupo I                         |
| Clausura 2023 | 3.Segunda Serie A | 8.º Grupo I                         |
| 2023/2024     | 3.Segunda Serie A | 13.º Grupo I (Subcampeón Filiales)  |
| Apertura 2024 | 3.Segunda Serie A | 11.º Grupo I                        |
| Clausura 2025 | 3.Segunda Serie A | 10.º Grupo I (Semifinales Filiales) |

## Filial
Mineros de Fresnillo TDP 
| Temporada | División           | Posición                       |
| --------- | ------------------ | ------------------------------ |
| 2014/2015 | 5.Tercera División | 10.º Grupo IX                  |
| 2015/2016 | 5.Tercera División | 5.º GIX (Treintaidosavos)      |
| 2016/2017 | 5.Tercera División | 1.º GIX (Cuartos)              |
| 2017/2018 | 5.Tercera División | 8.º Grupo IX                   |
| 2018/2019 | 5.Tercera División | 6.º Grupo IX (Treintaidosavos) |
| 2019/2020 | 5.Tercera División | 8.º Grupo IX                   |
| 2020/2021 | 5.Tercera División | 8.º Grupo IX                   |